# العلاقات الكونغوية الفنلندية
العلاقات الكونغولية الفنلندية هي العلاقات الثنائية التي تجمع بين جمهورية الكونغو وفنلندا.

## مقارنة بين البلدين
هذه مقارنة عامة ومرجعية للدولتين:
| وجه المقارنة                                              | [[تصنيف:صفحات تستخدم رمز علم غير موجود\|]] جمهورية الكونغو | فنلندا                                                                               |
| --------------------------------------------------------- | ---------------------------------------------------------- | ------------------------------------------------------------------------------------ |
| المساحة (كم2)                                             | 342.00 ألف                                                 | 338.42 ألف                                                                           |
| عدد السكان (نسمة)                                         | 5.26 مليون                                                 | 5.52 مليون                                                                           |
| الكثافة السكانية (ن./كم²)                                 | 15.38                                                      | 16.31                                                                                |
| العاصمة                                                   | برازافيل                                                   | هلسنكي                                                                               |
| اللغة الرسمية                                             | لغة فرنسية                                                 | اللغة الفنلندية، اللغة السويدية                                                      |
| العملة                                                    | فرنك وسط أفريقي                                            | يورو، ماركا فنلندية                                                                  |
| الناتج المحلي الإجمالي (بليون دولار)                      | 8.72 مليار                                                 | 251.88 مليار                                                                         |
| الناتج المحلي الإجمالي (تعادل القوة الشرائية) بليون دولار | 29.48 مليار                                                | 231.84 مليار                                                                         |
| الناتج المحلي الإجمالي الاسمي للفرد دولار أمريكي          | 1.85 ألف                                                   | 42.31 ألف                                                                            |
| الناتج المحلي الإجمالي للفرد دولار أمريكي                 |                                                            | 40.68 ألف                                                                            |
| مؤشر التنمية البشرية                                      | 0.591                                                      | 0.883                                                                                |
| رمز المكالمات الدولي                                      | +242                                                       | +358                                                                                 |
| رمز الإنترنت                                              | .cg                                                        | .fi                                                                                  |
| المنطقة الزمنية                                           | ت ع م+01:00                                                | ت ع م+02:00، ت ع م+03:00، أوروبا/هلسنكي ‏، توقيت شرق أوروبا، توقيت شرق أوروبا الصيفي ‏ |

## منظمات دولية مشتركة
يشترك البلدان في عضوية مجموعة من المنظمات الدولية، منها:
| علم المنظمة | اسم المنظمة                               | تاريخ انضمام جمهورية الكونغو | تاريخ انضمام فنلندا |
| ----------- | ----------------------------------------- | ---------------------------- | ------------------- |
|             | البنك الدولي للإنشاء والتعمير             | 10 يوليو 1963                | 14 يناير 1948       |
|             | يونسكو                                    | 24 أكتوبر 1960               | 10 أكتوبر 1956      |
|             | منظمة التجارة العالمية                    | ?                            | 1995                |
|             | وكالة ضمان الاستثمار متعدد الأطراف        | 16 أكتوبر 1991               | 28 ديسمبر 1988      |
|             | البنك الإفريقي للتنمية                    | ?                            | ?                   |
|             | منظمة الشرطة الجنائية الدولية             | ?                            | ?                   |
|             | مؤسسة التمويل الدولية                     | 1 أكتوبر 1980                | 20 يوليو 1956       |
|             | الأمم المتحدة                             | 20 سبتمبر 1960               | 14 ديسمبر 1955      |
|             | مؤسسة التنمية الدولية                     | 8 نوفمبر 1963                | 29 ديسمبر 1960      |
|             | الفريق المعني برصد الأرض                  | ?                            | ?                   |
|             | منظمة حظر الأسلحة الكيميائية              | ?                            | ?                   |
|             | المركز الدولي لتسوية المنازعات الاستشارية | 14 أكتوبر 1966               | 8 فبراير 1969       |

## وصلات خارجية
- موقع وزارة الخارجية الفنلندية